# Sharon (condado de Jones, Misisipi)
Sharon es un lugar designado por el censo ubicado en el condado de Jones en el estado estadounidense de Misisipi. En el Censo de 2020 tenía una población de 1344 habitantes y una densidad poblacional de 60,49 habitantes por km². Fue incluido como CDP en el censo de 2020. 

## Geografía
Sharon se encuentra ubicado en las coordenadas 31°47′22″N 89°01′58″O / 31.78944, -89.03278. Según la Oficina del Censo de los Estados Unidos,  tiene una superficie total de 22,22 km², de la cual 22,18 km² corresponden a tierra firme y 0,04 km² a agua.